# Três Marias (Minas Gerais)
Três Marias é um município brasileiro do estado de Minas Gerais.

## História
Três Marias se emancipou em 1 de março de 1963, portanto esta é a data de aniversário da cidade. Quem nasce nesta cidade é trimariense.

## Geografia
Localiza-se na mesorregião Central Mineira.

### Principais rios
- São Francisco